# Тедзука Ремі
Тедзука Ремі (нар. 9 червня 1980) — колишня японська тенісистка.
Найвищу одиночну позицію світового рейтингу — 292 місце досягла 20 вересня 2010, парну — 186 місце — 29 вересня 2003 року.
Здобула 15 парних титулів туру ITF.

## Фінали ITF
| турніри $50,000 |
| турніри $25,000 |
| турніри $10,000 |

### Одиночний розряд (0–3)
| Результат | Ранг | Дата           | Турнір          | Покриття | Суперниця     | Рахунок       |
| --------- | ---- | -------------- | --------------- | -------- | ------------- | ------------- |
| Поразка   | 1.   | 2 липня 2000   | Lachine, Канада | Ґрунт    | Келлі Лігган  | 5–7, 0–6      |
| Поразка   | 2.   | 3 вересня 2006 | Сайтама, Японія | Тверде   | Маюмі Ямамото | 5–7, 7–6, 6–7 |
| Поразка   | 3.   | 9 серпня 2009  | Ніїґата, Японія | Килим    | Сіхо Акіта    | 4–6, 4–6      |

### Парний розряд (15–19)
| Результат | Ранг | Дата              | Турнір                                  | Покриття   | Партнерка          | Суперниці                            | Рахунок          |
| --------- | ---- | ----------------- | --------------------------------------- | ---------- | ------------------ | ------------------------------------ | ---------------- |
| Перемога  | 1.   | 15 серпня 1999    | Бухарест, Румунія                       | Ґрунт      | Сатомі Кіндзьо     | Марина Петкович Вероніка Сартіні     | 4–6, 7–5, 7–6    |
| Поразка   | 1.   | 28 листопада 1999 | Кофу (Яманасі), Японія                  | Килим      | Макі Арай          | Окамото Сейко Таґуті Кейко           | 6–7, 6–0, 5–7    |
| Перемога  | 2.   | 23 липня 2000     | Ванкувер, Канада                        | Тверде     | Сатомі Кіндзьо     | Нікол Гавлісек Мішелл Саммерсайд     | 2–6, 7–6, 6–4    |
| Поразка   | 2.   | 25 вересня 2000   | Глазго, Шотландія                       | Тверде (i) | Джулія Сміт        | Анна Говкінс Ебігейл Тордофф         | 2–6, 2–6         |
| Поразка   | 3.   | 10 березня 2001   | Ханчжоу, КНР                            | Тверде     | Ленка Длгополцова  | Лі На Шень Луїлі                     | 3–6, 3–6         |
| Поразка   | 4.   | 2 липня 2001      | Амстердам, Нідерланди                   | Ґрунт      | Романа Теджакусума | Марезе Жубер Андреа ван ден Гурк     | 2–6, 2–6         |
| Перемога  | 3.   | 10 лютого 2002    | Фару, Португалія                        | Тверде     | Арай Макі          | Сатомі Кіндзьо Окамото Сейко         | 7–5, 6–7(5), 6–2 |
| Перемога  | 4.   | 17 лютого 2002    | Vilamoura, Португалія                   | Тверде     | Арай Макі          | Ліана Унгур Марта Фрага              | 6–2, 7–5         |
| Поразка   | 5.   | 14 квітня 2002    | Хошимін, В'єтнам                        | Тверде     | Такасе Аямі        | Янь Цзи Чжен Цзє                     | 1–6, 6–1, 2–6    |
| Поразка   | 6.   | 23 червня 2002    | Монреаль, Канада                        | Тверде     | Каорі Аояма        | Мелані Маруа Мішелл Фошер            | 3–6, 6–3, 1–6    |
| Перемога  | 5.   | 20 жовтня 2002    | Хайбара, Японія                         | Килим      | Юка Йосіда         | Іноуе Харука Іноуе Майко             | 6–0, 6–2         |
| Перемога  | 6.   | 1 грудня 2002     | Нонтхабурі, Таїланд                     | Тверде     | Івана Абрамович    | Аманда Огастус Деббі Гак             | 6–2, 6–1         |
| Перемога  | 7.   | 1 червня 2003     | Х'юстон, США                            | Тверде (i) | Окамото Сейко      | Івонн Дойл Ніколь Ренкен             | 5–7, 6–4, 6–3    |
| Поразка   | 7.   | 30 травня 2004    | Сеул, Південна Корея                    | Тверде     | Хісамацу Сіхо      | Choi Jin-young Кім Мі Ок             | 6–4, 1–6, 1–6    |
| Поразка   | 8.   | 3 липня 2004      | Інчхон, Південна Корея                  | Тверде     | Арай Макі          | Лі Чін А Yoo Soo-mi                  | 2–6, 6–4, 4–6    |
| Перемога  | 8.   | 7 вересня 2004    | Префектура Ібаракі, Японія              | Тверде     | Арай Макі          | Фудзівара Ріка Хісамацу Сіхо         | 6–1, 5–7, 6–2    |
| Перемога  | 9.   | 29 травня 2005    | Шанхай, КНР                             | Тверде     | Чжуан Цзяжун       | Лю Ваньтін Сунь Шеннань              | 4–6, 6–4, 6–1    |
| Поразка   | 9.   | 28 травня 2006    | Наґано, Японія                          | Килим      | Томоко Йонемура    | Куміко Їдзіма Намігата Дзюнрі        | 3–6, 6–7(3)      |
| Поразка   | 10.  | 6 серпня 2006     | Токаті (округ), Японія                  | Килим      | Хісамацу Сіхо      | Їдзіма Куміко Намігата Дзюнрі        | 5–7, 4–6         |
| Поразка   | 11.  | 10 березня 2008   | Калгурлі, Австралія                     | Тверде     | Нацумі Хамамура    | Лі Тін Чжоу Імяо                     | 1–6, 6–4, [8–10] |
| Поразка   | 12.  | 31 березня 2008   | Пелам (Алабама), США                    | Ґрунт      | Лі Є Ра            | Міхаела Паштікова Аша Ролле          | 5–7, 2–6         |
| Перемога  | 10.  | 23 червня 2008    | Qianshan, КНР                           | Тверде     | Нацумі Хамамура    | Юка Курода Томоко Суґано             | 6–4, 6–0         |
| Перемога  | 11.  | 12 вересня 2008   | Рокгемптон, Австралія                   | Тверде     | Чжоу Імяо          | Міхаела Юханссон Ярміла Вулф         | 7–6(2), 6–4      |
| Поразка   | 13.  | 19 липня 2010     | Нонтхабурі, Таїланд                     | Тверде     | Kim So-jung        | Акіко Йонемура Йонемура Томоко       | 2–6, 4–6         |
| Поразка   | 14.  | 26 жовтня 2010    | Порт-Пірі, Австралія                    | Ґрунт      | Мелані Саут        | Бояна Бобушич Аленка Губачек         | 3–6, 2–6         |
| Поразка   | 15.  | 12 листопада 2010 | Есперанс (Західна Австралія), Австралія | Тверде     | Тіакі Окадауе      | Джессіка Мор Даніелла Джефлі         | 6–7(5), 3–6      |
| Поразка   | 16.  | 6 лютого 2011     | Ранчо-Санта-Фе (Каліфорнія), США        | Тверде     | Аояма Сюко         | Джулія Дітті Мервана Югич-Салкич     | 0–6, 2–6         |
| Перемога  | 12.  | 20 лютого 2011    | Серпрайз (Аризона), США                 | Тверде     | Аояма Сюко         | Мервана Югич-Салкич Тетяна Лужанська | 6–3, 6–1         |
| Перемога  | 13.  | 4 червня 2011     | Gimcheon, Південна Корея                | Тверде     | Чжань Хаоцін       | Kim Ji-young Ю Мі                    | 7–5, 6–4         |
| Поразка   | 17.  | 8 жовтня 2011     | Kofu International, Японія              | Тверде     | Акіко Йонемура     | Чжань Цзіньвей Сюй Веньсінь          | 3–6, 4–6         |
| Поразка   | 18.  | 25 березня 2012   | Кофу, Японія                            | Тверде     | Ходзумі Ері        | Ока Аюмі Котомі Такахата             | 4–6, 7–5, [3–10] |
| Перемога  | 14.  | 1 квітня 2012     | Nishitama, Японія                       | Тверде     | Ходзумі Ері        | Кадзуса Іто Юка Морі                 | 6–4, 6–7, [10–7] |
| Поразка   | 19.  | 10 серпня 2012    | Бурса (місто), Туреччина                | Ґрунт      | Еріка Такао        | Мелані Клаффнер Лаура Йоана Пар      | 2–6, 2–6         |
| Перемога  | 15.  | 18 серпня 2012    | Стамбул, Туреччина                      | Тверде     | Такао Еріка        | Ніча Летпітаксінчай Пеангтарн Пліпич | 2–6, 7–6, [10–3] |